# The Holy Modal Rounders
The Holy Modal Rounders waren eine US-amerikanische Folk-Band um Peter Stampfel und Steve Weber, die in den frühen 1960ern in der New Yorker Lower East Side als akustisches Duo entstand. Ihr psychedelischer Folk, meist unter Drogeneinfluss entstanden, entsprach nicht dem Massengeschmack, hatte jedoch Kultstatus.

## Bandgeschichte
Peter Stampfel (* 29. Oktober 1938 in Wauwatosa, Wisconsin; Banjo, Fiddle, Gesang) und Steve Weber (* 22. Juni 1942 in Philadelphia, Pennsylvania; † 7. Februar 2020 in Mount Clare, West Virginia; Gitarre, Gesang) lernten sich 1963 in New York kennen. Sie traten unter wechselnden Namen auf (etwa „The Total Quintessence Stomach Pumpers“, „The Temporal Worth High Steppers“ oder „The Motherfucker Creek Babyrapers“), bevor sie 1964 ihr erstes Album The Holy Modal Rounders veröffentlichten. Ihre Version des Hesitation Blues soll das erste Musikstück sein, in dem der Begriff „psychedelic“ (in der Form „psycho-delic“) verwendet wird.
1965, kurz nach Erscheinen ihres zweiten Albums The Holy Modal Rounders 2, schlossen sich die beiden Ed Sanders und Tuli Kupferberg an, um die Fugs aus der Taufe zu heben. Stampfel und Weber sind auf einigen Alben der Fugs zu hören.
Anfangs ein Duo, spielten die Rounders später in wechselnden Besetzungen. Zeitweise Mitglieder waren u. a. Sam Shepard (Schlagzeuger, Dramatiker, Schauspieler) und Jeff Baxter (Gitarrist, später bei Steely Dan und den Doobie Brothers).
Der Titel Bird Song vom vierten Album der Rounders, The Moray Eels Eat The Holy Modal Rounders (1968), wurde durch den Film Easy Rider (1969) bekannt.
Nach dem Album Goin’ Nowhere Fast (1980) zog die Band nach Portland, Oregon, während Stampfel in New York blieb. Fast zwei Jahrzehnte existierten die Rounders ohne Stampfel. In dieser Zeit waren sie auch länger in Skandinavien unterwegs.
1999 fanden Stampfel und Weber wieder zusammen und nahmen das Album Too Much Fun auf. 2006 erschien der Dokumentarfilm The Holy Modal Rounders: Bound to Lose.

## Diskografie
- The Holy Modal Rounders (1964)
- The Holy Modal Rounders 2 (1965)
- Indian War Whoop (1967)
- The Moray Eels Eat The Holy Modal Rounders (1968)
- Good Taste is Timeless (1971)
- Alleged in their Own Time (1975)
- Last Round (1978)
- Goin’ Nowhere Fast (1981)
- Too Much Fun (1999)
- Bird Song (2004)
- Steve Weber and the Holy Modal Rounders, B.C. (2006)